# Аллея глаголицы
Аллея глаголицы (хорв. Aleja glagoljaša) — туристическая достопримечательность в Хорватии, в центральной части полуострова Истрия, олицетворяющая собой памятник старейшему славянскому алфавиту — глаголице.
Аллея, протяжённостью от 7 до 8 км, расположена вдоль дороги, соединяющей самый маленький город в мире Хум с деревней Роч и представляет собой дорогу, по обеим сторонам которой расположены десять каменных скульптур.
Аллея была построена по инициативе, высказанной на Чакавском саборе в 1976 году. Впоследствии писатель Зване Чрня и профессор Йосип Братулич разработали проект памятника, а скульптор Желимир Янеш в период с 1977 по 1983 год воплотил его в камне. 11 воздвигнутых памятников аллеи напоминают об основных вехах в развитии этого древнеславянского вида письменности.

## Объекты

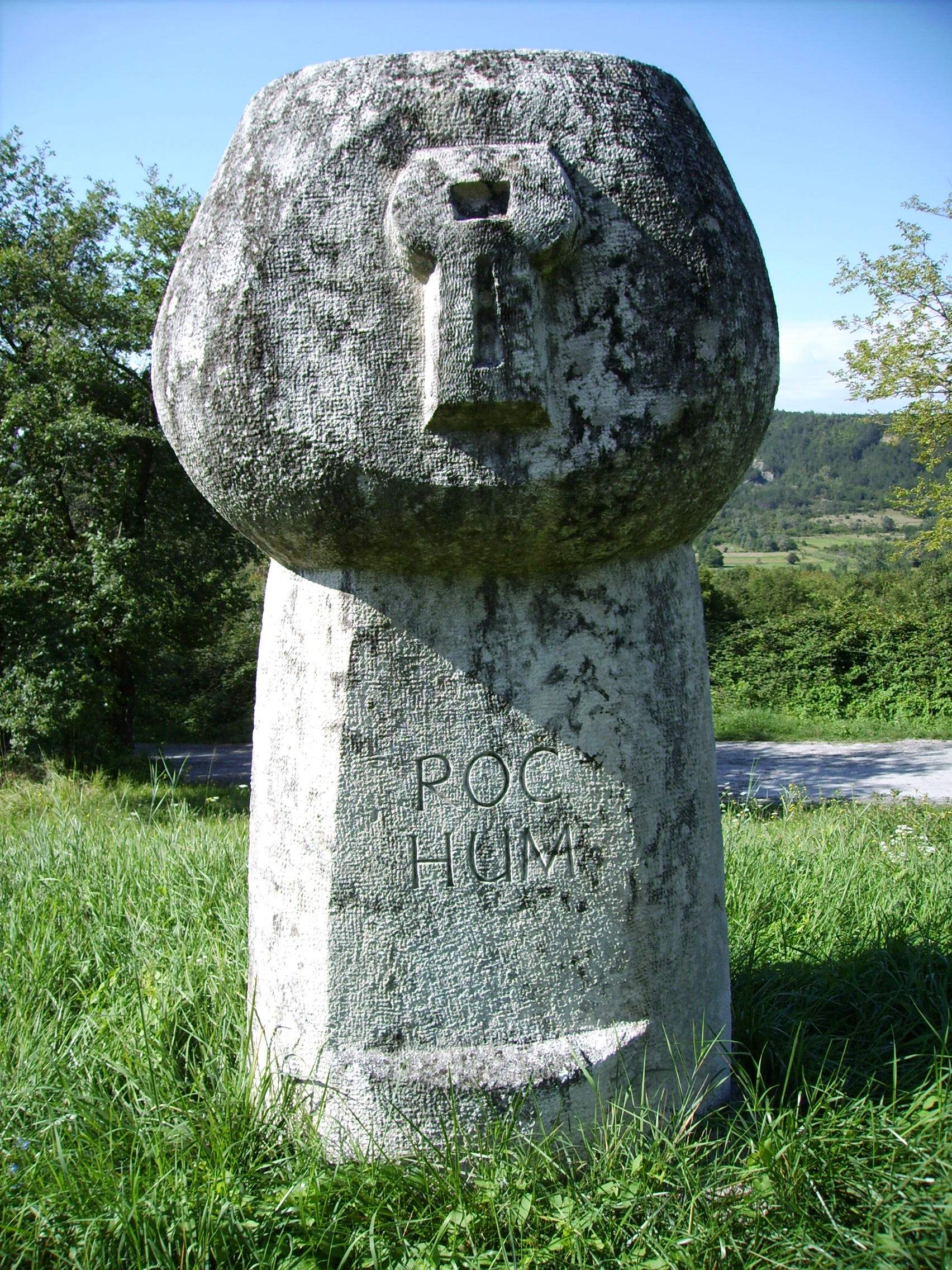
Колонна Чакавского сабора (Скульптура № 1)

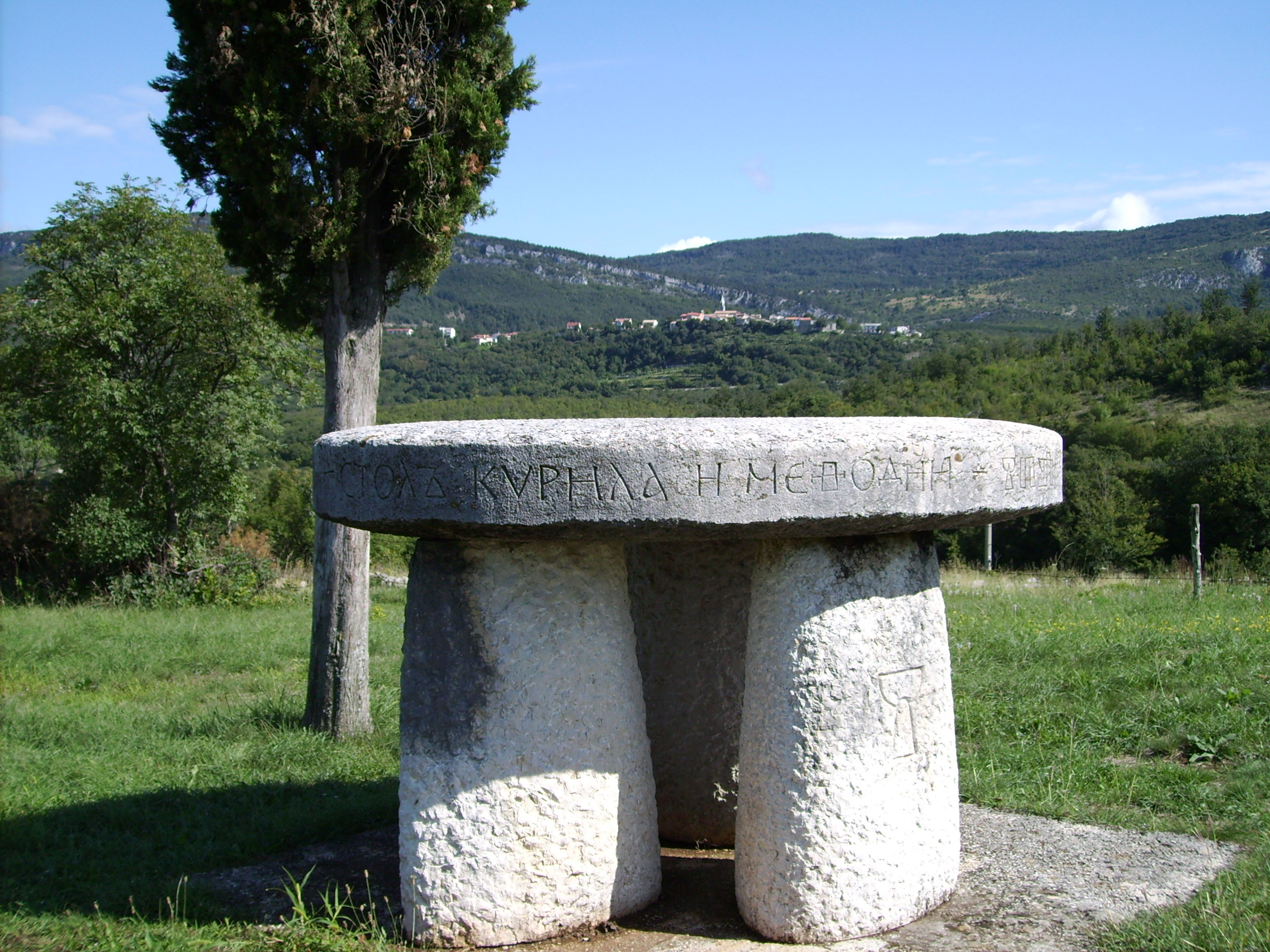
Стол Кирилла и Мефодия (Скульптура № 2)

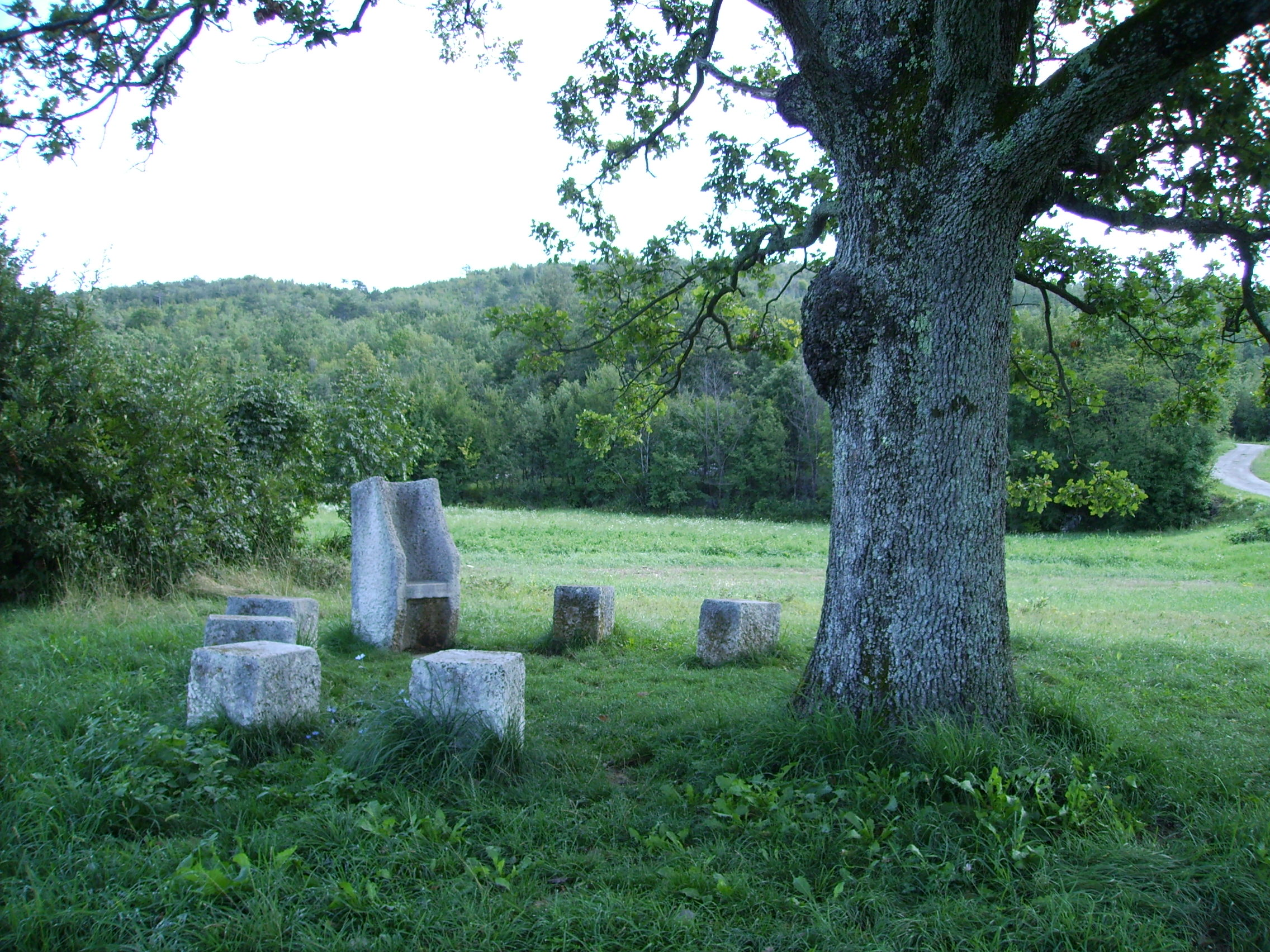
Стул Климента Охридского (Скульптура № 3)

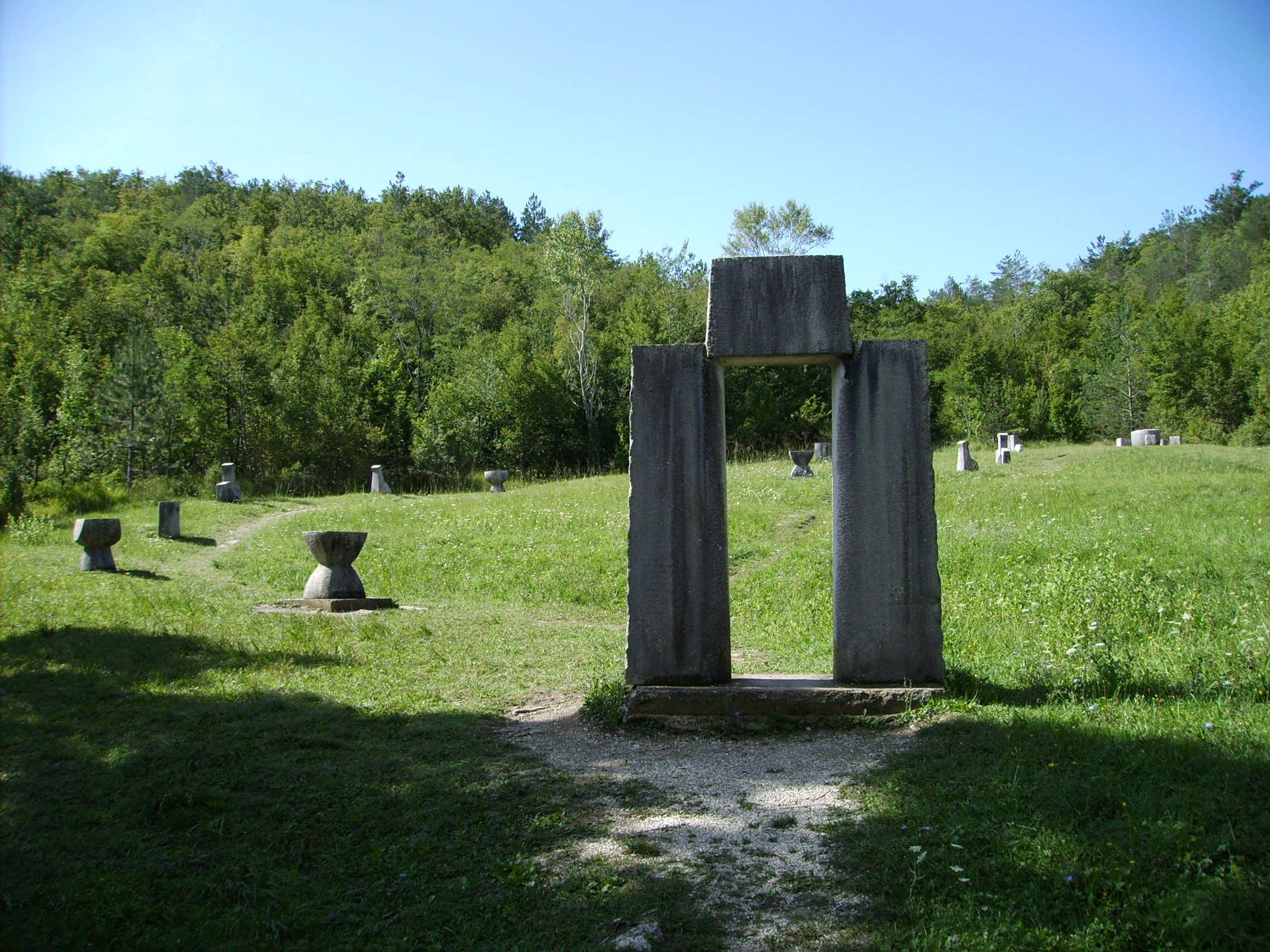
Подъём Истрийского свода законов (Скульптура № 7)

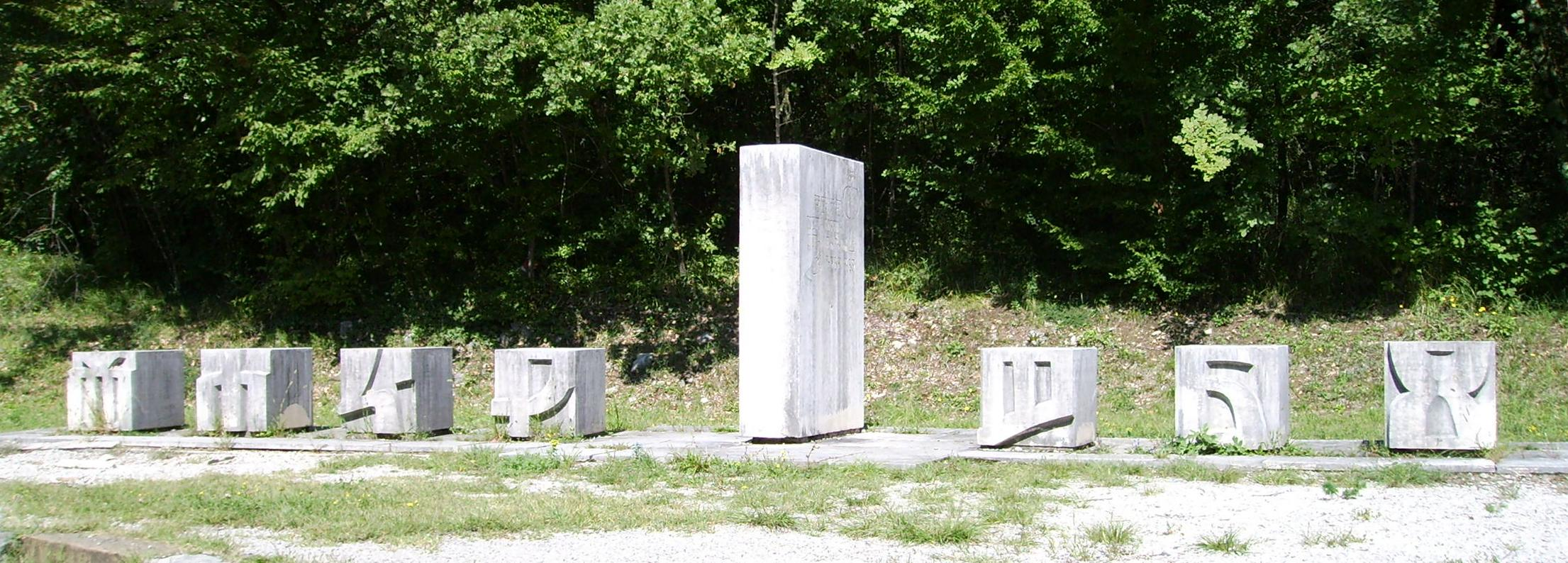
Привал Юрия Жакона (Скульптура № 9)

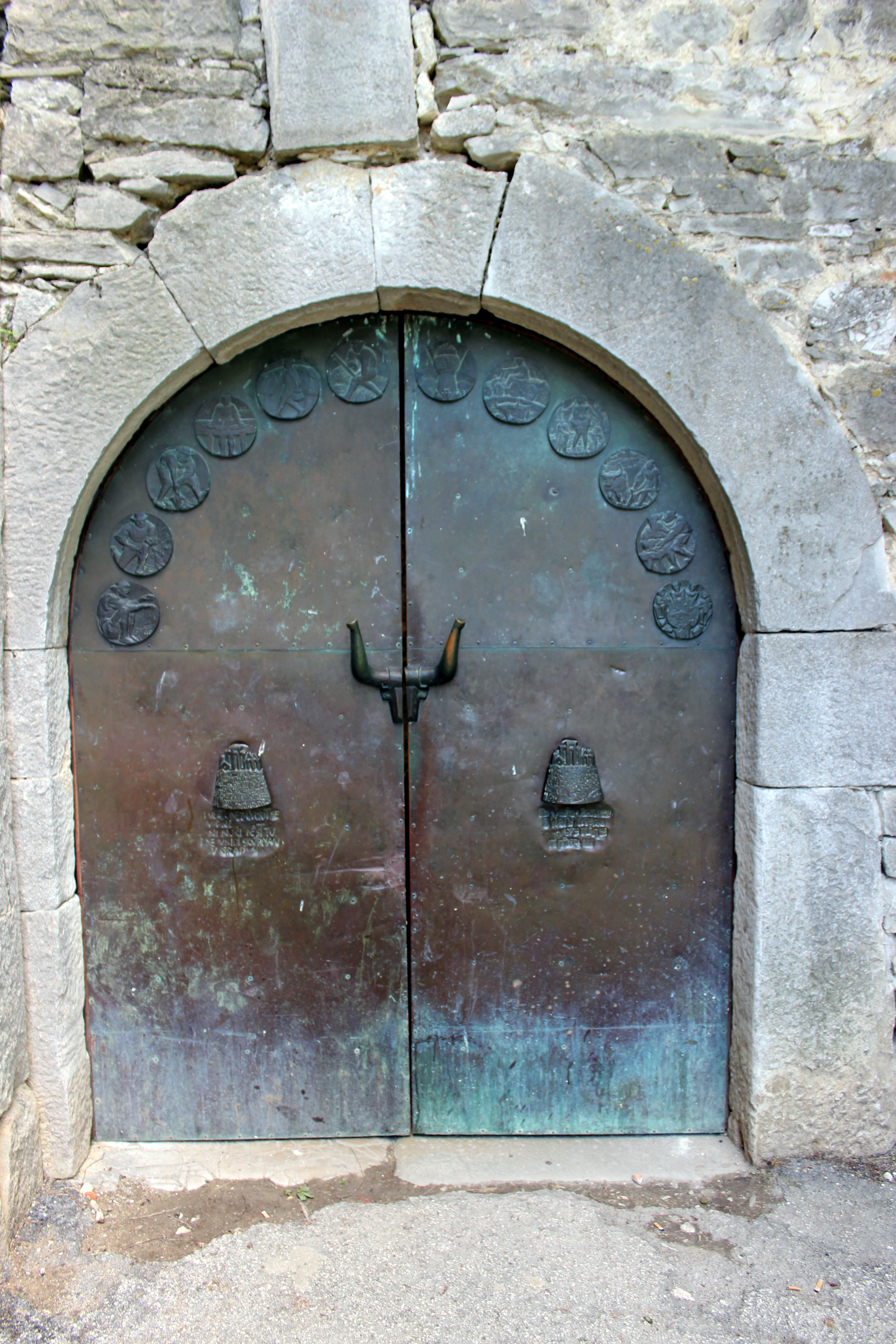
Хумские городские ворота

1. Колонна Чакавского сабора
Представляет собой каменную колонну высотой 2 м, возведенную в форме глаголической буквы С, на древнеславянском языке обозначающей «Слово», а в смысловом плане обозначающей «рассудок» и «разум».
2. Стол Кирилла и Мефодия
Представляет собой трёхногий стол, с высеченными на нём на глаголице словами STOL KONSTANTINA KIRILA I METODIJA (стол Константина Кирилла и Мефодия). Рядом со столом первоначально располагались 2 кипариса, символизирующих данных святых.
3. Стул Климента Охридского
Размещённая под огромным дубом каменная группа в виде кресла с расположенными вокруг восемью каменными блоками, предназначенными для восседания учеников, символизирует первый славянский университет. Климент, являвшийся учеником святых Кирилла и Мефодия, впоследствии стал основателем первого славянского университета у Охридского озера в Македонии.
4. Лапидарий глаголицы
На размещённой здесь каменной стене выбиты надписи на глаголице, которые были взяты из старинных письмен, найденных в разных местах бывшей Югославии. Данный памятник включает в себя копии экспонатов, хранящихся в лапидарии перед церковью деревни Бронобичи.
5. Хорватский Луцидариус
Памятник посвящён хорватской средневековой энциклопедии Луцидариус и представляет собой гору, на вершине которой расположен камень, символизирующий облако. Гора Учка, ставшая прообразом памятника, считалась авторами энциклопедии своеобразным Олимпом, о чём и свидетельствует цитата из неё: «Здесь расположена страна под названием Истрия. И в этой стране имеется гора, на латинице названная Олимпом, а здесь называемая Učka. И вершина её касается облаков».
6. Монумент Гргура Нинского
Представляет собой каменный монумент в виде книги, на котором высечен алфавит на латинице, кириллице и глаголице. Изваяние призвано напомнить о хорватском епископе Гргуре, жившем в X веке и посвятившем себя борьбе за существование хорватской национальной церкви. В XIX веке Гргур стал символом народного сопротивления против вмешательства во внутренние дела государства из Вены и Рима.
7. Подъём Истрийского свода законов
Каменными воротами в виде глаголической буквы Л посетителям аллеи открывается вид на тропу с расположенными вдоль неё скульптурами, образующими надпись ISTARSKI RAZVOD — название истрийского свода законов, принятого в 1275 году.
8. Стена хорватских протестантов и еретиков
Каменная стена имеет углубление в виде глаголического символа С, представляющего собой песочные часы, на который нанесены имена имена хорватских протестантов. На расположенных у стены дисках нанесены выписки из протестантских книг.
9. Привал Юрия Жакона
Расположенный здесь каменный блок символизирующий Миссале (требник) на глаголице 1483 г. На блоке нанесена надпись Vita, vita. Štampa naša gori gre. Tako ja oču da naša gori gre, 1482. miseca ijuna 26. dni to be pisano v grade Izule. To pisa Juri Žakan iz Roča. Bog mu pomagai i vsem ki mu dobro ote., являющаяся напоминанием о сообщении Юрия Жакона, в котором он повествует о первой напечатанной хорватской книге. Каменный блок окружают 7 каменных букв, образующих имя дьякона Žakan Juri.
10. Памятник Сопротивления и Свободы
Перед входом в город Хум расположена скульптура, состоящая из 3 каменных кубов и символизирующая три исторические эпохи: древность, средневековье и современность. Каждый куб снабжён надписью на соответствующем его эпохе письме: латинице для древности и глаголице для средневековья. Современность отождествляется авторами с песней истрийского национального возрождения. Вместе все три куба олицетворяют многовековую борьбу против насилия и разрушений во имя мира и свободы.
11. Городские ворота Хума
Городские ворота, ведущие в Хум, окованы медью и украшены 12 медальонами, символизирующими месяца года с характерными для них видами полевых и домашних работ. Расположенные здесь же надписи приветствуют гостей, прибывших в город с добрыми намерениями и одновременно угрожают тем, кто пришёл сюда с плохим умыслом.